# Хэрвуд, Рамон
Рамон Бернард Хэрвуд (англ. Ramon Bernard Harewood, 3 февраля 1987, Сент-Мишель) — профессиональный барбадосский футболист, гард. Выступал в НФЛ с 2010 по 2012 год в составе клуба «Балтимор Рэйвенс». Победитель Супербоула XLVII.

## Биография

### Начало карьеры
Рамон Хэрвуд родился и вырос на Барбадосе. В детстве он играл в волейбол и регби, занимался лёгкой атлетикой. После окончания школы по приглашению тренера Майкла Гранта Хэрвуд поступил в Морхауский колледж в Атланте. Он представлял колледж на соревнованиях по метанию диска и толканию ядра, позже начал выступать за его футбольную команду. Хэрвуд начинал играть линейным защиты, спустя год тренеры перевели его в линию нападения. В стартовом составе «Морхаус Тайгерс» он сыграл 30 матчей. На драфте НФЛ 2010 года его в шестом раунде выбрал клуб «Балтимор Рэйвенс».

### НФЛ
В первые два сезона профессиональной карьеры Хэрвуд не провёл ни одного матча из-за травм колена и голеностопа. Летом 2012 года он выиграл борьбу за место в основном составе команды, заменив ушедшего гарда Бена Граббса. В НФЛ Хэрвуд дебютировал в матче первой недели сезона против «Цинциннати Бенгалс». Всего в стартовом составе «Рэйвенс» он сыграл пять матчей. Вместе с командой Хэрвуд выиграл Супербоул XLVII. Он стал первым уроженцем Барбадоса, выигравшим финал чемпионата НФЛ. После окончания сезона он подписал с клубом новый однолетний контракт. Во время сборов летом 2013 года Хэрвуд проиграл борьбу за место в составе Джа Риду, в августе его отчислили.
В январе 2014 года Хэрвуд подписал фьючерсный контракт с клубом «Денвер Бронкос». В мае клуб отчислил его. В июне 2014 года он принимал участие в просмотре в клубе «Майами Долфинс».

### Вне футбола
В сентябре 2015 года Хэрвуд был арестован в своём доме в Шадоу-Крик-Ранч. Представитель шерифа округа Бразория сообщил, что у него было найдено около пяти фунтов марихуаны. Позже Хэрвуд был отпущен под залог.